# Manuel Candamo Iriarte
Manuel González de Candamo i Iriarte, més conegut com a Manuel Candamo (Lima, 14 de desembre de 1841 - Arequipa, 7 de maig de 1904) va ser un polític peruà d'ascendència asturiana, que va ocupar la Presidència del Perú en dues ocasions: com a president d'una Junta de Govern en 1895 i després com a president constitucional, de 1903 a 1904.
Va ser el segon Alcalde de Lima a convertir-se després en President de la República del Perú.

## Família
Manuel Candamo Iriarte va ser fill de Pedro González de Candamo i Astorga (descendent asturià, natural de Valparaíso, Xile, i ambaixador peruà), i de María de las Mercedes Iriarte i Odría (pertanyent a una família de rics propietaris de la serra central peruana). El seu pare va ser considerat en la seva època l'home més ric del Perú.
La seva germana María de les Mercedes González de Candamo i Iriarte (1849-1929) es va casar a París en 1870 o 1871 amb John Pablo Bryce of Bystock (1846-1895), High Xèrif de Devon, i van ser ascendents dels marquesos de Milford Haven.
El seu nebot Ladislao González de Candamo va ser pare de l'escriptor modernista espanyol Bernardo G. de Candamo (1881-1967), nascut a París.

## Primers anys
Va estudiar en el Col·legi Nacional Nostra Senyora de Guadalupe, ingressant en 1856 per seguir estudis de dret en el convictorio de Sant Carlos i a la Universitat Nacional Major de Sant Marcos, fins a graduar-se de batxiller en Jurisprudència.
Dedicat al periodisme, va treballar en la redacció del Comerç i va fer campanya contra la signatura del Tractat Vivanco-Pareja de 1865, sent bandejat a Xile pel govern de Juan Antonio Pezet. Va tornar per donar suport a la rebel·lió iniciada en Arequipa pel coronel Mariano Ignacio Prado i, triomfant aquest moviment, va ingressar a Lima amb el grup de joves que reconeixia com a cabdill a José Gálvez Egúsquiza, que poc després va morir heroicament en el combat del Callao de 1866.
Va ser breument secretari de la legació peruana a Xile (càrrec que el seu titular era José Pardo i Aliaga) però va abandonar aquest càrrec i va iniciar en 1867 un viatge d'estudis pel Llunyà Orienti i Europa. Va passar per Japó, Xina i Índia.

## Carrera política
Va retornar al Perú en 1872 i es va afiliar al Partit Civil que va portar a la presidència a Manuel Pardo i Lavalle. El 23 d'octubre de 1873 va contreure matrimoni amb Teresa Álvarez Calderón, filla de l'advocat Manuel Álvarez-Calderón Olaechea i de Teresa Carmen Roldán Bedoya.
Va ser un dels promotors del Banc del Perú i director del Banc Anglo-Peruà, així com de diverses institucions de crèdit, entre 1873 i 1879. Va ser també prior de l'antic Tribunal del Consolat i president de la Cambra de comerç de Lima. Lleial al govern de Pardo, va comandar un batalló de la Guàrdia Nacional i es va enfrontar als revolucionaris encapçalats per Nicolás de Piérola en Moquegua, en 1874. I en la seva condició de tinent alcalde es va encarregar interinament de l'alcaldia de Lima d'octubre a desembre de 1876, reemplaçant al titular Ignacio de Osma.
Durant la guerra amb Xile va participar com reservista en la batalla de Miraflores, lliurada el 15 de gener de 1881. Va recolzar al govern que Francisco García Calderón va establir en La Magdalena; després va ser delegat a Lima del govern del contralmirante Lizardo Montero. Capturat pels xilens, va ser confinat en Angol, al sud de Xile, juntament amb altres peruans notables, en 1882. Va passar a Chillán, després a Valparaíso, i després de signar-se el tractat d'Ancón en 1883 va retornar al Perú. Però poc després el govern del general Miguel Iglesias ho va acusar de recolzar a la revolta del general Andrés A. Càceres i ho va bandejar a Iquique, en 1884.
Triomfant Càceres, va ser elegit senador per Lima en 1886, sent reelegit en 1890. Va fer campanya contra la signatura del contracte Grace i va participar en la fundació del partit Constitucional o cacerista, integrant la seva primera junta directiva. Va presidir la Càmera de Senadors en tres legislatures: 1888, 1890 i 1892. En 1890 va ser nomenat director de la Beneficència Pública de Lima.
Durant el govern de Remigio Morales Bermúdez (1890-94) va ser el principal artífex de l'acostament del Partit Civil al Cercle Parlamentari, que va donar origen a la Unió Cívica. En morir Morales Bermúdez i ser suplantat el primer vicepresident Pedro Alexandrí del Solar pel segon, Justiniano Borgoño, Candamo es va passar a l'oposició, ja que va considerar que el govern s'havia apartat de la legalitat. Va secundar l'aliança de la Unió Cívica amb el Partit Demòcrata o pierolista, formant-se així la Coalició Nacional, que va enfrontar al segon govern de Càceres, tenint com a cabdill a Nicolás de Piérola. Va esclatar llavors la guerra civil de 1894-95.

## President de la Junta de Govern de 1895

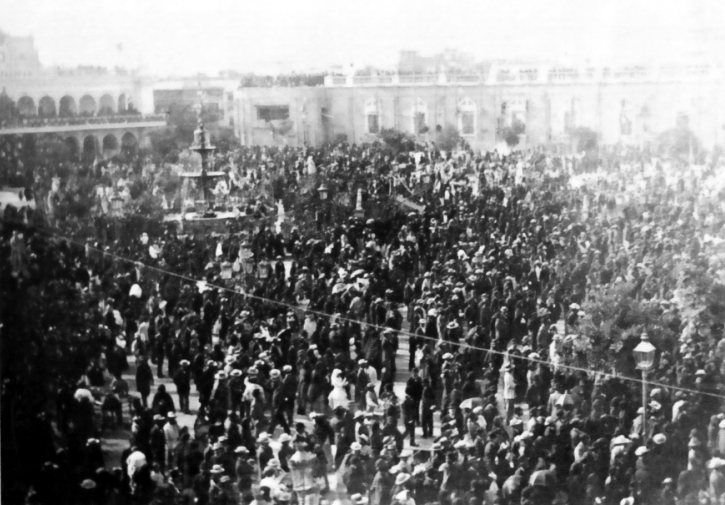
Concentració cívica a la plaça d'armes de Lima, en 1895, celebrant el triomf de la revolució de Piérola contra Càceres.

Després del triomf a Lima de les montoneras de Piérola i la partida de Càceres a l'exili, Candamo va ser elegit president d'una Junta de Govern, a la qual no pertanyia, encarregant-se-li del ministeri de Relacions Exteriors; en aquest càrrec va estar sis mesos, del 20 de març al 8 de setembre de 1895, quan va lliurar el comandament a Piérola, triumfador de les eleccions.
Va presidir novament la Cambra de comerç (1896-1903) i va participar en la creació de la Societat Anònima Recaptadora d'Impostos, el 9 de gener de 1896, que es va encarregar de conformar-la a força dels comerciants que integraven la Càmera esmentada. D'un altre costat, va ser designat president de la junta directiva del Partit Civil. Va resultar elegit senador per Lambayeque en 1897, i va arribar a presidir la seva càmera en aquest any i el 1901.

## President de la República. 1903-04
El 1903 Candamo es va presentar com a candidat en les eleccions presidencials representant a l'aliança entre el Partit Civil (del que era líder) i el Partit Constitucional (o cacerista). El Partit Demòcrata de Piérola es va abstenir de participar doncs va considerar que les eleccions es desenvolupaven sense garanties. Piérola va aplicar llavors la seva política de «abstenir-se és obrar» en considerar que des de l'oposició el seu partit podia fer tanta obra com des del poder. Realitzades les eleccions, Candamo va obtenir el 99% dels vots vàlidament emesos, ja que no comptava amb opositors. Va iniciar llavors el seu mandat, el 8 de setembre de 1903, que havia de durar fins a 1907, la qual cosa no va ocórrer. Candamo aspirava a governar representant a un bipartidisme civil-demòcrata, perquè era conscient que la tasca de governar era una empresa col·lectiva, i no, com per desgràcia succeeix en política, una labor caudillística.
Al seu programa de govern figuraven la formulació d'un veritable pressupost, la reforma del Tribunal Major de Comptes, l'adopció d'un sistema duaner eficient, el lliurament de la instrucció al Govern i la seva difusió, la cerca d'una administració de justícia a càrrec d'un personal selecte i eficaç, l'harmonia entre l'Estat i l'Església, la professionalització de la diplomàcia, la tecnificació de l'Exèrcit i de l'Armada, la reforma de la Policia, el nomenament d'autoritats prefecturales i subprefecturales amb il·lustració i honorabilitat, l'ocupació de la llei i solament de la llei per combatre les revolucions. Era un programa que podria haver-se dut a terme donades les circumstàncies de tranquil·litat en què vivia el país.
Desgraciadament Candamo poc va poder fer, perquè gairebé al mateix temps en què assumia el poder va ser víctima d'una malaltia, que ho portaria mesos després a la tomba. Es va dir que els tràfecs electorals van contribuir a agreujar-li la malaltia, que en el seu moment va ser qualificada de mal reumàtic. El metge, el francès Félix Larré, li va aconsellar viatjar als banys de Jesús, en Arequipa, perquè seguís un tractament.

## Defunció

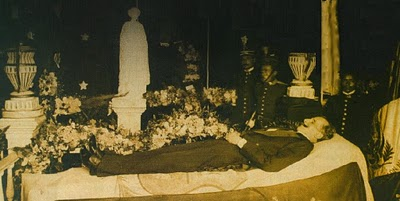
Capella ardent en Arequipa amb el cos del president Candamo després de la seva mort.

El 12 d'abril de 1904, és a dir als set mesos d'haver arribat a Palacio, el president Candamo es va embarcar en el vapor Guatemala rumb al port de Mollendo (departament de Arequipa), en companyia de la seva esposa, les seves dues filles, el primer ministre José Pardo, el ministre de Justícia i Instrucció, el seu amic el piurano Francisco José Eguiguren Escudero i alguns funcionaris. De Mollendo la comitiva va passar a Arequipa, on Candamo va encarregar el poder al segon vicepresident, que era Serapio Calderón, ja que el primer vicepresident Lli Alarco havia mort abans de ser proclamat. Després d'estar 21 dies a la ciutat d'Arequipa, i sense haver pogut anar a Jesús, Candamo va morir el 7 de maig de 1904, a les 7 i 45 del matí.
Van sorgir diferents versions sobre la causa de la defunció del president, fins que Guillermo Olano va publicar un estudi mèdic-legal en la Revista del Fòrum de 1914 i 1915. Segons Olano, Candamo va accelerar la seva mort en gastar molta energia per atendre als menesters del seu càrrec, durant molts mesos. En el seu concepte, va ser víctima d'un tumor cancerós en el pílor; però el càncer no s'havia generalitzat. Com, segons l'autòpsia, el cor estava atrofiat i havia sofert una esclerosi, va deduir que la causa immediata de la mort va ser un síncope cardíac.
El vicepresident Serapio Calderón va assumir el poder i va convocar a eleccions on va triomfar José Pardo i Barreda, representant del Partit Civil.

## Obres i fets importants
En el curt període de 8 mesos en els quals va governar Candamo, es van fer algunes obres i es van començar unes altres:
- Va iniciar una enèrgica política ferroviària, presentant al Senat un projecte per a l'estudi i construcció de ferrocarrils en diferents llocs de la República. La llei respectiva va ser promulgada el 30 de març de 1904.
- Va inaugurar el primer ferrocarril elèctric urbà (conegut popularment com el tramvia elèctric) que cobria la ruta Lima-Chorrillos, amb un total de 14 km. el 14 de febrer de 1904.
- Es van augmentar les contribucions indirectes amb la creació d'arbitris sobre el sucre, els fòsfors i les bugies.
- Com a fet important d'aquest període, hem d'esmentar la fundació a Lima del diari La Premsa, el 23 de setembre de 1903, sent el seu fundador Pedro de Osma i Pardo. Es va convertir en un dels més importants diaris del Perú i subsistiria, amb intervals, fins a 1984, constituint-se en els seus inicis en tribuna del Partit Demòcrata.

## El monument
Per resolució legislativa N° 347 del 20 de novembre de 1906 es va manar erigir un monument al president Candamo. Això es va complir durant el primer govern d'August B. Leguía (1908-12). L'estàtua a Lima va ser col·locada en l'angle del Parc Neptú, proper al Passeig Colón, llavors aristocràtica zona de residència. Un dia, mans desconegudes van volar la figura de marbre. Durant diversos anys va estar la cadira buida. El dany va ser reparat durant el següent govern de Leguía conegut com el Oncenio.

## Descendència
Candamo va estar casat amb Teresa Álvarez-Calderón. Una de les seves filles, Teresa Candamo Álvarez-Calderón (1875-1953), va ser monja fundadora de la Congregació Canonesas de la Creu i ha estat declarada venerable per l'Església Catòlica. La seva altra filla, Virginia, es va casar amb José de la Puente Olavegoya, unió de la qual va néixer l'historiador José Agustín de la Puente Candamo.